# 上海路街道 (遵义市)
上海路街道，是中华人民共和国贵州省遵义市汇川区下辖的一个乡镇级行政单位。

## 行政区划
上海路街道下辖以下地区：
宁波路社区、红梅社区、澳门路社区、北新社区、荷花池社区、茅草西社区、松庄社区、乌江社区、航宇社区、长征社区、南京路社区和乌江恬园社区。